# Papuagräsfågel
Papuagräsfågel (Cincloramphus macrurus) är en fågel i familjen gräsfåglar inom ordningen tättingar. Den förekommer i gräsmarker på Nya Guinea och i intilliggande Bismarckarkipelagen. Beståndet anses vara livskraftigt.

## Utseende och läte
Papuagräsfågeln är en medelstor tätting med lång och spetsig stjärt. Ovansidan är täckt av tydliga svarta streck, medan undersidan är ljusgrå med vitaktig strupe. Hjässa, vingar och stjärt är anstrukna i rostrött. Den skiljs geografiskt från liknande flygräsfågeln och rostgräsfågeln, från mindre gräsfågel på storlek och rostrött i vingen. Lätet är ett explosivt "chwik!".

## Utbredning och systematik
Papuagräsfågel förekommer på och kring Nya Guinea och delas upp i fem till sju underarter:
- interscapularis/mayri-gruppen
  - mayri – norra Nya Guinea (Sentanisjön samt Humboldt Bay till Astrolabe Bay)
  - interscapularis – Bismarckarkipelagen (Niu Briten, Niu Ailan och New Hanover)
- macrurus-gruppen
  - stresemanni – nordvästra Nya Guinea (Gijisjön, Arfakbergen och Wisselsjöarna)
  - harterti – Huonhalvön
  - wahgiensis – Central Highlands
  - alpinus – alpina gräsmarker från Sudirmanbergen till sydöstra Nya Guinea
  - macrurus – sydöstra Nya Guinea

Underarterna mayri och wahgiensis inkluderas ofta i nominatformen. Fågeln betraktades tidigare som en underart till rostgräsfågel (Cincloramphus timoriensis), men urskiljs numera vanligen som egen art.

### Släktestillhörighet
Papuagräsfågel placeras traditionellt i släktet Megalurus. DNA-studier från 2018 visar dock att arterna i Megalurus inte är varandras närmaste släktingar. Papuagräsfågeln och nära släktingen rostgräsfågeln bildar en klad tillsammans med de tidigare lärksångarna i Cincloramphus, fijigräsfågeln, timorgräsfågeln (Buettikoferella) samt arterna i Megalurulus. Författarna till studien rekommenderar att alla dessa placeras i Cincloramphus som har prioritet, och denna hållning följs här.

### Familjetillhörighet
Gräsfåglarna behandlades tidigare som en del av den stora familjen sångare (Sylviidae). Genetiska studier har dock visat att sångarna inte är varandras närmaste släktingar. Istället är de en del av en klad som även omfattar timalior, lärkor, bulbyler, stjärtmesar och svalor. Idag delas därför Sylviidae upp i ett flertal familjer, däribland Locustellidae.

## Levnadssätt
Papuagräsfågeln förekommer i gräsmarker. Där håller den sig ofta gömd. När den skräms upp flyger den lågt från en tuva till nästa.

## Status
Arten har ett stort utbredningsområde och beståndet anses stabilt. Internationella naturvårdsunionen IUCN listar den därför som livskraftig (LC).